# بیچتسه گورنه
بیچتسه گورنه (به لهستانی:  Biczyce Górne) یک روستا در لهستان است که در گمینا خومیتس واقع شده‌است. بیچتسه گورنه ۵۵۵ نفر جمعیت دارد.